# Amorphophallus hirsutus
Amorphophallus hirsutus är en kallaväxtart som beskrevs av Johannes Elias Teijsmann och Simon Binnendijk. Amorphophallus hirsutus ingår i släktet Amorphophallus och familjen kallaväxter. Inga underarter finns listade.